# Helena von Österreich

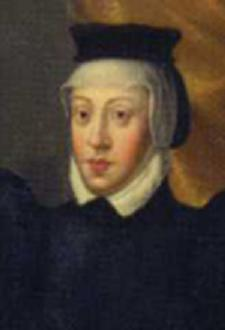
Erzherzogin Helene von Österreich als Stiftsdame in Hall, Ausschnitt aus einem Gemälde von Francesco Terzio, um 1565

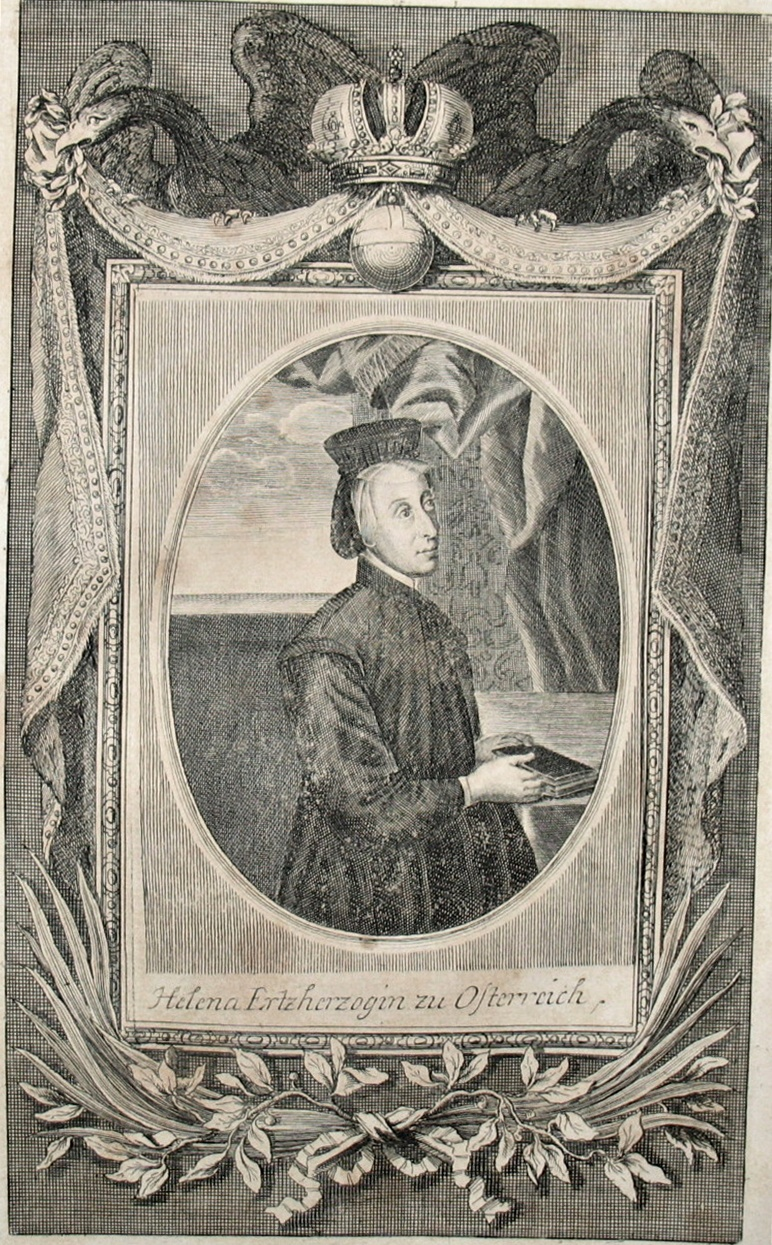
Erzherzogin Helena von Österreich

Helena von Österreich, auch Helene von Österreich (* 7. Jänner 1543 in Wien; † 5. März 1574 in Hall in Tirol), war Erzherzogin von Österreich sowie Mitbegründerin und Stiftsdame des Haller Damenstiftes.
Helene war eine Tochter des späteren Kaisers Ferdinand I. (1503–1564) aus dessen Ehe mit Anna Jagiello (1503–1547), der Tochter des Königs Vladislav II. von Böhmen und Ungarn. Helene wurde von Jesuiten erzogen. Auf Grund ihrer körperlichen Konstitution wurde Helene von ihrem Vater für nicht zur Ehe geeignet angesehen und daher für das Klosterleben bestimmt.
Gemeinsam mit ihren Schwestern Magdalene und Margarethe begründete Helene das Haller Damenstift, das 1568 bezogen wurde, sowie 1573 das dortige Jesuiten-Collegium mit Gymnasium. Helene starb im Alter von 31 Jahren im Stift und wurde in der Jesuitenkirche in Hall beigesetzt.